# 総務委員会

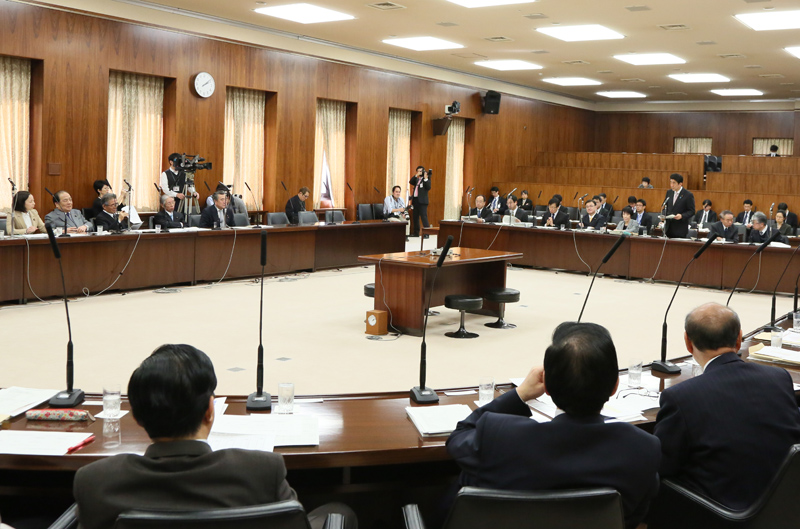
2016年3月、参議院総務委員会の様子

総務委員会（そうむいいんかい）は、日本の衆議院・参議院における常任委員会の一つ。国会法第41条2項2号及び同条3項2号に規定される。

## 概要
総務委員会は、衆議院、参議院にそれぞれ置かれる常任委員会である。総務委員会が最初に置かれたのは、平成13年1月31日に召集された第151回国会である。衆参の総務委員会はそれぞれの議院規則により所管が定められており、総務省、地方公共団体、人事院所管のうち経済産業委員会と環境委員会及び内閣委員会の所管事項を除くものを対象とする（衆議院規則92条2号、参議院規則74条2号）。具体的には、行政機構の運営や管理、公務員制度、地方行財政、郵政事業、情報通信・電波行政、消防等などである。
委員会の委員は、議院において選任される（国会法42条1項）。委員の選任は、すべて議長の指名によって行われる（衆議院規則37条、参議院規則30条1項）。実際には、各議院運営委員会において、各会派の議席数に応じて各委員会の委員の員数も配分され、個別の人事は配分された員数の範囲内で各会派によって行われる。
委員長は、委員の互選（国会法第25条）もしくは議長において指名（衆議院規則第15条第1項、参議院規則16条2項）で選任されると定められているが、後者の場合がほとんどである。この場合、事前に各会派間で協議された常任委員長各会派割当てと会派申出の候補者に基づいておこなわれる。なお、委員長に事故があった場合は理事が職務を行うことになっている（衆議院規則第38条第2項、参議院規則31条3項）。
理事の選任は委員の互選（衆議院規則第38条第2項、参議院規則32条2項）となっているが、第1回国会以来すべて委員長の指名により行われている。理事の員数および各会派割当ては議院運営委員会で決定した基準により、選挙など会派の構成が大きく変わった際に見直される。
2001年1月に実施された中央省庁再編で自治省、郵政省、総務庁が総務省に統合されたことを受けて設置された委員会であり、それまでの地方行政委員会と逓信委員会を統合した性格を有す。

## 衆議院
- 衆議院における委員の選任は、総選挙後初めて召集される会期の始めに行われる（国会法第42条および衆議院委員会先例集9号）か、国会法または衆議院規則の改正により必要となったとき（衆議院委員会先例集10号）のみであり、その他の場合は異動とみなし、委員の辞任と補欠選任で対処することになっている。
- 多くの会派は、総選挙後の国会と毎年秋に召集される臨時国会の冒頭で各委員の構成を見直すことを例としていることから、実際に委員の構成が大きく変わるのはその際である。
- 委員の会派割当数は所属議員の比率により議院運営委員会において決定される（国会法第46条および衆議院委員会先例集12号）。

### 組織
衆議院総務委員会の員数は40人である（衆議院規則92条）。委員長1名、理事8名が選出または指名される。
衆議院総務委員会の組織
2025年（令和7年）2月6日現在
- 総務委員長：竹内譲（公明党）
- 理事
  - 自由民主党・無所属の会：赤間二郎、塩崎彰久、島尻安伊子
  - 立憲民主党・無所属：大築紅葉、岡島一正、吉川元
  - 日本維新の会：黒田征樹
  - 国民民主党・無所属クラブ：向山好一
- 委員
  - 自由民主党・無所属の会：石橋林太郎、大西洋平、加藤竜祥、川崎秀人、小寺裕雄、小池正昭、小森卓郎、佐藤勉、高市早苗、田所嘉徳、中野英幸、福原淳嗣、古川直季、山口俊一、若山慎司
  - 立憲民主党・無所属：大嶽理恵、岡本章子、奥野総一郎、杉村慎治、高松智之、武正公一、西川厚志、福田昭夫、松尾明弘、道下大樹、山花郁夫
  - 日本維新の会：藤巻健太、守島正
  - 国民民主党・無所属クラブ：福田玄
  - 公明党：中川康洋
  - れいわ新選組：山川仁
  - 日本共産党：辰巳孝太郎

### 所管事項
衆議院総務委員会の所管事項は次の通り（衆議院規則92条）。
1. 総務省の所管に属する事項（経済産業委員会、環境委員会及び内閣委員会の所管に属する事項を除く。）
2. 地方公共団体に関する事項
3. 人事院の所管に属する事項

国政調査案件
1. 行政機構及びその運営に関する事項
2. 公務員の制度及び給与並びに恩給に関する事項
3. 地方自治及び地方行財政に関する事項
4. 情報通信及び電波に関する事項
5. 郵政事業に関する事項
6. 消防に関する事項

## 参議院

### 組織
参議院総務委員会の員数は25人である（参議院規則74条）。委員長1名、理事数名が選出または指名される（参議院規則第16条及び31条）。
参議院総務委員会の組織
2025年（令和7年）8月1日現在
- 総務委員長：小沢雅仁（立憲民主・社民・無所属）
- 委員
  - 自由民主党：阿達雅志、岩本剛人、中西祐介、長谷川英晴、馬場成志、藤井一博、藤川政人、松下新平、山田太郎、山本順三
  - 立憲民主・社民・無所属：岸真紀子、古賀千景、吉川沙織
  - 国民民主党・新緑風会：伊藤辰夫、芳賀道也
  - 公明党：上田勇、西田実仁
  - 日本維新の会：石井苗子、髙木佳保里
  - 参政党：神谷宗幣、初鹿野裕樹
  - れいわ新選組：奥田ふみよ
  - 沖縄の風：伊波洋一
  - 各派に属しない議員：安野貴博

### 所管事項
参議院総務委員会の所管事項は以下の通り（参議院規則74条）。
1. 総務省の所管に属する事項（環境委員会の所管に属する事項を除く。）
2. 人事院の所管に属する事項

国政調査案件
1. 行政制度、公務員制度、地方行財政、選挙、消防、情報通信及び郵政事業等に関する事項

## 所管国務大臣
委員会が審査又は調査を行うときは、政府に対する委員の質疑は、国務大臣又は内閣官房副長官、副大臣若しくは大臣政務官に対して行う（衆議院規則45条の2、参議院規則42条の2）。どの国務大臣等に対して出席を求めるかは、各議院の委員会において、委員長及び理事の協議で決定される。総務委員会において出席を求められる主な国務大臣等は、以下の通り。
- 総務大臣
  - 村上誠一郎（自由民主党）
- 総伊藤達夫
  - 冨樫博之（自由民主党）
  - 阿達雅志（自由民主党）
- 総務大臣政務官
  - 古川直季（自由民主党）
  - 川崎秀人（自由民主党）
  - 長谷川英晴（自由民主党）